# Crête sud de Moming
Pour les articles homonymes, voir Moming (homonymie).
La crête sud de Moming, ou pointe sud de Moming,, est un sommet des Alpes valaisannes, en Suisse, situé dans le canton du Valais, qui culmine à 3 963 m d'altitude.
Le sommet est situé quelques centaines de mètres au nord-est de celui du Zinalrothorn et domine le glacier de Hohlicht (de) et la vallée de Zermatt à l'est et le glacier de Moming à l'ouest. Il est séparé de la pointe nord de Moming, au nord, par le col de Moming.